# Cheirogaleidae

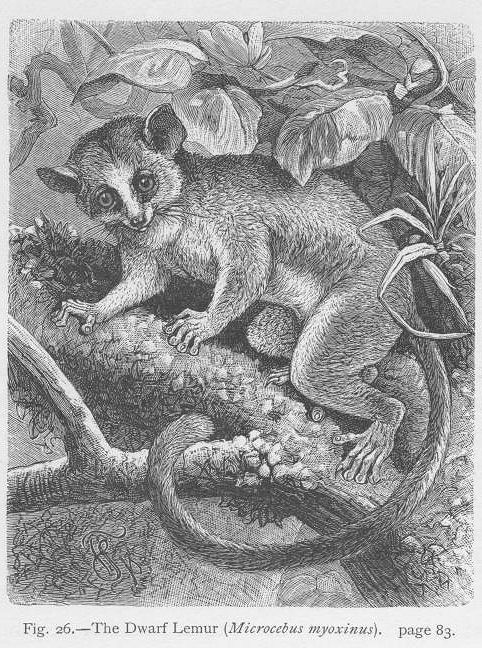
Microcebus myoxinus.

Cheirogaleoidea é uma superfamília de primatas estrepsirrinos, que junto com a superfamília Lemuroidea forma a infraordem dos lemuriformes. Os quirogaleídeos, membros da família Cheirogaleidae, são os únicos quirogaleóideos vivos e estão distribuídos em 5 gêneros e 24 espécies. Os membros desta família habitam exclusivamente a ilha de Madagascar.
São mais pequenos que outros lêmures, sendo mesmo os mais pequenos primatas existentes. Possuem um pêlo longo e suave, de cor cinzenta acastanhada a avermelhada no dorso, e mais clara no ventre. Têm normalmente orelhas de pequenas dimensões, grandes olhos e longos membros posteriores. Crescem até um comprimento de 13 a 28 cm. A cauda poderá ter uma vez e meia o comprimento do corpo.
São animais nocturnos e arbóreos. São bons trepadores e saltadores, utilizando a sua cauda para balancear os saltos. Quando no solo, caminham aos saltos, utilizando os membros posteriores. São tipicamente solitários mas por vezes poderão viver aos pares.
Algumas espécies hibernam, como por exemplo Cheirogaleus medius. Acumulam gordura nos membros posteriores e na cauda para servir como fonte energética durante o período de dormência.
São animais omnívoros: comem frutos, flores, folhas, insectos, aranhas e pequenos vertebrados.
A fêmea têm usualmente três pares de mamilos. Após um período de gestação com cerca de 2 meses, dão à luz de 2 a 4 crias. Após cinco a seis semanas, as crias deixam de receber o leite materno e ao fim de um ano de idade (por vezes dois) tornam-se totalmente independentes.

## Taxonomia
- Super-família Cheirogaleoidea
  - Família Cheirogaleidae
    - Gênero Allocebus - Lêmure-anão-orelhudo-peludo
      - Allocebus trichotis

    - Gênero Cheirogaleus - Lêmures-anões
      - Cheirogaleus adipicaudatus
      - Cheirogaleus crossleyi
      - Cheirogaleus major
      - Cheirogaleus medius
      - Cheirogaleus minusculus
      - Cheirogaleus ravus
      - Cheirogaleus sibreei
      - Cheirogaleus lavasoensis

    - Gênero Microcebus - Lêmures-ratos
      - Microcebus berthae
      - Microcebus griseorufus
      - Microcebus lehilahytsara
      - Microcebus murinus
      - Microcebus myoxinus
      - Microcebus ravelobensis
      - Microcebus rufus
      - Microcebus sambiranensis
      - Microcebus simmonsi
      - Microcebus tavaratra
      - Microcebus jollyae
      - Microcebus mittermeieri
      - Microcebus gerpi

    - Gênero Mirza - Lêmures-ratos-gigantes
      - Mirza coquereli
      - Mirza zaza

    - Gênero Phaner
      - Phaner electromontis
      - Phaner furcifer
      - Phaner pallescens
      - Phaner parienti